# Canton de Balleroy
Le canton de Balleroy est une ancienne division administrative française située dans le département du Calvados et la région Normandie.

## Géographie
Ce canton était organisé autour de Balleroy dans l'arrondissement de Bayeux. Son altitude variait de 12 m (Saint-Martin-de-Blagny) à 146 m (Montfiquet) pour une altitude moyenne de 88 m.

## Représentation

### Conseillers généraux de 1833 à 2015
| Période                                  | Période          | Identité                                                                      | Étiquette         | Qualité |
| ---------------------------------------- | ---------------- | ----------------------------------------------------------------------------- | ----------------- | --- |
| 1833                                     | 1848             | Philippe Guillaume Lance                                                      |                   | Secrétaire général de la préfecture du Calvados, directeur adjoint des mines et maire de Littry |
| 1848                                     | 1852             | Edmond Villeroy (1808-1860)                                                   |                   | Médecin, maire de Balleroy |
| 1852                                     | 1870             | Frantz, 5e marquis de La Cour de Balleroy (1796-1875)                         |                   | Officier de carrière, sous-lieutenant de chasseurs à cheval, gentilhomme honoraire de la chambre du Roi, maire de Balleroy |
| 1870                                     | 1872 (décès)     | Marquis Albert de La Cour de Balleroy (fils du précédent)                     | Droite            | Député (1871-1872), propriétaire, maire de Balleroy |
| 10 novembre 1872                         | 1877 (démission) | Lucien Pillet Desjardins                                                      | Républicain       | Avocat, ancien sous-préfet, député (1876-1877) |
| 1877                                     | 1903 (décès)     | Baron Henri Gérard                                                            | Union des Droites | Propriétaire, maire de Barbeville, député (1881-1902) |
| 1903                                     | 1919             | Jacques, 6e marquis de La Cour de Balleroy (1870-1948, fils d'A. de Balleroy) | Conservateur      | Propriétaire, conseiller municipal de Balleroy |
| 1919                                     | 1931             | Georges Lecauf                                                                |                   | Agriculteur, maire de Litteau, conseiller d'arrondissement |
| 1931                                     | 1940             | Michel Houyvet,                                                               | RG                | Industriel à Littry, éleveur, conseiller du commerce extérieur, propriétaire du haras du Petit Bosc, nommé membre de la commission administrative départementale en 1941, nommé conseiller départemental en 1943, assassiné par l'armée allemande en 1944 |
|                                          |                  |                                                                               |                   | |
| 1945                                     | 1949             | Prince Joseph de Broglie (1892-1953, gendre de J. de Balleroy)                | Droite            | Officier, propriétaire-exploitant à Vaubadon et propriétaire à Paris, ancien conseiller d'arrondissement |
| 1949                                     | 1955             | Marcel Garnier                                                                | UNIR puis RPF     | Agriculteur, maire de Cahagnolles puis maire de Saint-Vigor-le-Grand (1959-1989) |
| 1955                                     | 1958             | François d'Harcourt                                                           | RS                | Journaliste, propriétaire à Maisons |
| 1958                                     | 1967             | Eugène Ducoudray                                                              | DVD               | Commerçant, maire de Balleroy |
| 1967                                     | 1994             | François d'Harcourt                                                           | CNI-UDF           | Député (1973-1986 et 1988-1997), propriétaire à Maisons |
| 1994                                     | 2015             | Michel Granger                                                                | DVD               | Agriculteur, maire de Vaubadon (1989-2015), vice-président du conseil général |
| Les données manquantes sont à compléter. |                  |                                                                               |                   | |

Le canton participe à l'élection du député de la cinquième circonscription du Calvados.

### Conseillers d'arrondissement (de 1833 à 1940)
Le canton de Balleroy avait deux conseillers d'arrondissement .
| Période                                  | Période      | Identité                                                                        | Étiquette       | Qualité |
| ---------------------------------------- | ------------ | ------------------------------------------------------------------------------- | --------------- | --- |
| 1833                                     | 1848         | Jean Hébert                                                                     |                 | Chef de bataillon cantonal, propriétaire à Balleroy                                                            |
| 1833                                     | 1836         | Baron Adrien Le Sénécal (1803-1860)                                             |                 | Maréchal de camp en retraite à Bayeux, éleveur de chevaux                                                      |
| 1836                                     | 1885 (décès) | Guillaume Jules Le Chanoine, comte du Manoir (1803-1885)                        |                 | Colonel de cavalerie, maire de Juaye-Mondaye                                                                   |
| 1848                                     | 1855         | M. Louvet                                                                       |                 | Notaire à Littry                                                                                               |
| 1848                                     | 1854 (décès) | Théodore Haudry de Soucy (1802-1854)                                            |                 | Propriétaire à Baynes, capitaine de cavalerie en non-activité                                                  |
| 1855                                     | 1858         | Auguste Lance (1818-1887)                                                       |                 | Propriétaire à Saint-Servan (Ille-et-Vilaine), natif de Littry, ingénieur civil, directeur des mines de Littry |
| 1858                                     | 1875         | M. Louvet                                                                       |                 | Juge de paix à Caumont-l'Éventé puis à Balleroy, propriétaire, adjoint au maire de Castillon                   |
| 1875                                     | 1877         | Octave Tarnier (1815-1885)                                                      |                 | ingénieur, directeur de la mine de Littry, suppléant du juge de paix                                           |
| 1877                                     | 1909 (décès) | René François, Comte de Révilliasc (1830-1909)                                  |                 | Propriétaire à Caen, maire du Molay, président du conseil d'arrondissement de Bayeux                           |
| 1885                                     | 1895         | Gérard Le Chanoine du Manoir de Juaye (1850-1928, fils de Guillaume du Manoir)  |                 | Capitaine de cavalerie, propriétaire à Juaye-Mondaye                                                           |
| 1895                                     | 1910         | Vicomte Thibault Le Chanoine du Manoir de Juaye (1854-1929, frère du précédent) |                 | Propriétaire du manoir de Juaye-Mondaye                                                                        |
| 1909                                     | 1910 (décès) | François-Honoré Gassion (1848-1910)                                             | Radical         | Médecin, conseiller municipal de Balleroy                                                                      |
| 1910                                     | 1919         | Albert-Jules Lefèvre (1849-1925)                                                | Radical         | Propriétaire-agriculteur, maire de Saint-Paul-du-Vernay                                                        |
| 8 janv. 1911                             | 1919         | Georges Lecauf (1870-1940)                                                      | Républicain     | Agriculteur, maire de Litteau                                                                                  |
| 1919                                     | 1927 (décès) | Jules Tirel (1858-1927)                                                         | Républicain     | Propriétaire, maire de Cormolain                                                                               |
| 1919                                     | 1928         | Léon Marie (1872-1935)                                                          | Républicain     | Propriétaire, maire du Tronquay                                                                                |
| 1928                                     | 1940         | Prince Joseph de Broglie (1892-1953)                                            | Union nationale | Officier, propriétaire-exploitant à Vaubadon et propriétaire à Paris                                           |
| 1928                                     | 1934         | Armand Langlois                                                                 | Union nationale | Maire de Campigny                                                                                              |
| 1934                                     | 1940         | Jules Bazire (1878-1961)                                                        | Union nationale | Cultivateur, maire de Saint-Paul-du-Vernay                                                                     |
| 1940                                     |              |                                                                                 |                 | Les conseils d'arrondissement ont été suspendus par la loi du 12 octobre 1940 et n'ont jamais été réactivés    |
| Les données manquantes sont à compléter. |              |                                                                                 |                 | |

## Composition

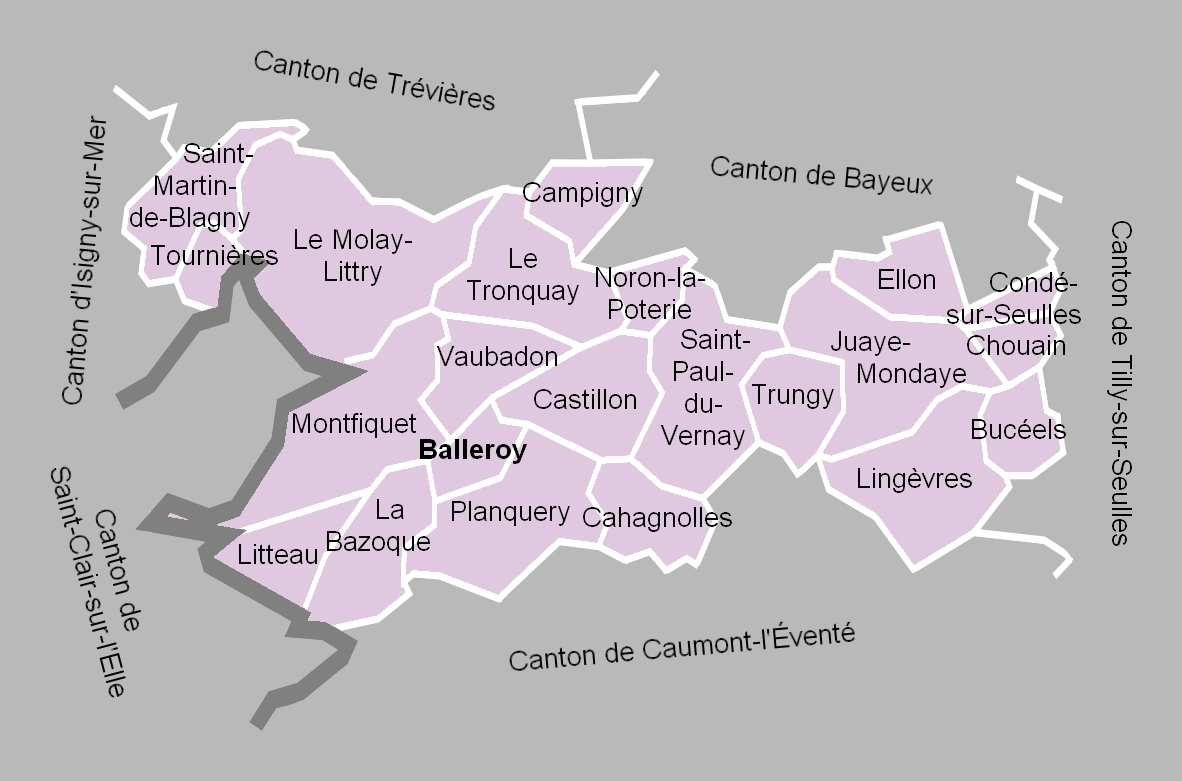
La carte des communes du canton. Les cantons limitrophes étaient ceux d'Isigny-sur-Mer, de Trévières, de Bayeux, de Tilly-sur-Seulles, de Caumont-l'Éventé et de Saint-Clair-sur-l'Elle.

Le canton de Balleroy comptait 10 905 habitants en 2012 (population municipale) et regroupait vingt-deux communes.
- Balleroy ;
- La Bazoque ;
- Bucéels ;
- Cahagnolles ;
- Campigny ;
- Castillon ;
- Chouain ;
- Condé-sur-Seulles ;
- Ellon ;
- Juaye-Mondaye ;
- Lingèvres ;
- Litteau ;
- Le Molay-Littry ;
- Montfiquet ;
- Noron-la-Poterie ;
- Planquery ;
- Saint-Martin-de-Blagny ;
- Saint-Paul-du-Vernay ;
- Tournières ;
- Le Tronquay ;
- Trungy ;
- Vaubadon.

À la suite du redécoupage des cantons pour 2015, la commune de Lingèvres est rattachée au canton d'Aunay-sur-Odon, les communes de Campigny, Chouain, Condé-sur-Seulles, Ellon et Juaye-Mondaye à celui de Bayeux, la commune de Bucéels à celui de Bretteville-l'Orgueilleuse et les communes de Balleroy, La Bazoque, Cahagnolles, Castillon, Litteau, Le Molay-Littry, Montfiquet, Noron-la-Poterie, Planquery, Saint-Martin-de-Blagny, Saint-Paul-du-Vernay, Tournières, Le Tronquay, Trungy et Vaubadon à celui de Trévières.

### Anciennes communes
Les anciennes communes suivantes étaient incluses dans le canton de Balleroy :
- Bernières-Bocage et Couvert, absorbées en 1857 par Juaye, qui prend alors le nom de Juaye-Mondaye.
- Le Molay, absorbée en 1968 par Littry, qui prend alors le nom de Le Molay-Littry.

## Démographie
| 1962  | 1968  | 1975  | 1982  | 1990  | 1999  | 2006   | 2011   | 2012   |
| ----- | ----- | ----- | ----- | ----- | ----- | ------ | ------ | ------ |
| 9 113 | 8 784 | 8 405 | 8 734 | 9 055 | 9 455 | 10 040 | 10 826 | 10 905 |